# Golán-fennsík
A Golán-fennsík (héberül: הגולן HaGolan arabul: الجولان al-Dzsúlán) 1800 km² kiterjedésű, stratégiai fontosságú, Izrael és Szíria által is követelt, vitatott hovatartozású terület a Levante régióban, Szíria délnyugati részén.

## Története
Izrael az 1967-es hatnapos háborúban megszállta a Golán-fennsíkot, amit az 1973-as Jom kippuri háborúban a szírek sikertelenül megkíséreltek visszafoglalni. A tűzszünet megkötése óta ENSZ békefenntartók választják el egymástól a feleket az UNDOF misszió keretében.
Izrael 1981-ben annektálta a területet. Ennek ellenére a Nemzetközi Közösség az 1923-as határokat ismeri el. Szíria nem mondott le a területről és az ENSZ-hez fordult. A Biztonsági Tanács 242. és 338. számú határozata alapján az izraeli erőknek ki kell vonulniuk a fennsík teljes területéről és át kell adniuk a területet a Szíriai Arab Köztársaságnak beleértve a Tibériás-tó északkeleti részét is. A stratégiailag kulcsfontosságú terület azért vált ki közel harminc éve vitát, mivel onnan Izrael területét tűz alatt lehet tartani.
Szíria a területet a Kunajtirai kormányzósága alá sorolja, annak ellenére, hogy a szír lakosság zömmel elmenekült a Golánról. Az 1970-es években zsidó telepesek érkeztek a Golánra, új városokat alapítva.
Területe körülbelül 1800 km², lakosainak száma 38 900 fő.

## Kapcsolódó szócikk
- A Golán-fennsík státusza(wd)